# C’mon and Love Me
«C’mon and Love Me» — песня с третьего студийного альбома группы Kiss Dressed to Kill (1975).

## Музыкальный стиль
При написании мелодии Стэнли вдохновлялся песней «Question» группы Moody Blues. Как пишет музыкальный сайт AllMusic, песня «C’mon and Love Me» представляет из себя прекрасный пример одновременно прилипчивой и мощной песни с альбома Dressed to Kill — третьего альбома группы Kiss, к которому она довела до совершенства свой стиль, сочетавший запоминающиеся и залипающие в твоей голове попсовые мелодии и жёсткие гитарные рифы хард-рока, стиль, который вскоре сделает их звёздами.

## Сюжет песни
В песне рассказывается история, как некий дон-жуан увидел девушку и какое впечатление она на него произвела.
В припеве, поющемся от первого лица, этот дон-жуан использует оригинальный метод обольшения, предлагая ей себя с такими словами: «Baby, baby don’t you hesitate / ’Cause I just can’t wait / Lady, won’t you take me down to my knees / You can do what you please / C’mon and love me».